# 薄叶柏拉木
薄叶柏拉木（学名：Blastus tenuifolius），为野牡丹科柏拉木属下的一个植物种。